# Federico Fellini
Federico Fellini (n. 20 ianuarie 1920, Rimini, Italia – d. 31 octombrie 1993, Roma, Italia) a fost un reputat regizor și scenarist italian, laureat al mai multor premii internaționale, între care și premiul Oscar (pe care l-a câștigat de patru ori, al cincilea primindu-l onorific). Fellini a avut una dintre cele mai mari influențe asupra viziunii cinematografice a secolului trecut.

## Date biografice
Fellini s-a născut într-o familie de clasă mijlocie în orașul Rimini. În copilărie a fost atras de benzi desenate, circ și povești fantastice. A studiat la Universitatea din Roma, dar nu a absolvit, în schimb a început sa colaboreze cu publicații satirice ca ilustrator și jurnalist. Fascinația lui pentru circ și "vaudevill"-uri, educația catolică și slujbele lui de tinerețe: reporter criminalistic și caricaturist, iar mai apoi creator de gag-uri sunt tot atâtea influențe puternice în opera regizorului italian. A început să scrie scenarii radiofonice și cinematografice în anii 1940, colaborând cu Roberto Rossellini la filmul "Roma, oraș deschis" (1945), o piatră de temelie a neorealismului italian. Regizor, scenarist și, secundar, actor, Fellini e unul dintre cei mai autobiografici cineaști. "Dac-ar fi să fac un film despre viața unui suflet, ar ieși până la urmă despre mine".
A fost căsătorit toată viața cu actrița Giulietta Masina, muza sa artistică, prezentă în multe dintre filmele sale. Din căsătoria cu actrița Giulietta Masina, din 1943 până în 1993, la moartea lui, a rezultat un copil, un fiu, Pier Federico, care s-a născut la 22 martie 1945, dar care a murit o lună mai târziu.

## Filmografie
- 1990 La voce della luna
- 1987 Intervista
- 1986 Ginger și Fred (Ginger e Fred)
- 1983 E la nave va
- 1980 La città delle donne
- 1978 Prova d'orchestra
- 1976 Casanova
- 1973 Amarcord (Îmi amintesc)
- 1972 Roma
- 1971 Clovnii (I Clowns) (TV)
- 1969 Satyricon
- 1969 Block-notes di un regista
- 1968 Histoires extraordinaires (segmentul "Toby Dammit")
- 1965 Julietta spiritelor (Giulietta degli spiriti)[21][22]
- 1963 Opt și jumătate (Otto e mezzo)
- 1962 Boccaccio '70 (segmentul "Le tentazioni del dottor Antonio")
- 1960 La Dolce vita
- 1957 Nopțile Cabiriei (Le Notti di Cabiria)
- 1955 Escrocii - Il bidone
- 1954 La Strada
- 1953 L'Amore in città (segmentul "Agenzia matrimoniale, Un'")
- 1953 I Vitelloni
- 1952 Lo Sceicco bianco
- 1950 Luci del varietà